# Bear Creek Ranch
Bear Creek Ranch es un lugar designado por el censo ubicado en el condado de Dallas en el estado estadounidense de Texas. En el Censo de 2020 tenía una población de 1787 habitantes y una densidad poblacional de 1145,51 habitantes por km². Fue incluido como CDP en el censo de 2020.

## Geografía
Bear Creek Ranch se encuentra ubicado en las coordenadas 32°33′44″N 96°45′45″O / 32.56222, -96.76250. Según la Oficina del Censo de los Estados Unidos,  tiene una superficie total de 1,56 km², todos correspondientes a tierra firme.